# Yeray Álvarez
Yeray Álvarez López (Barakaldo, 24 gennaio 1995) è un calciatore spagnolo, difensore dell'Athletic Bilbao.

## Carriera

### Club
Entrato a far parte del settore giovanile dell'Athletic Bilbao nel 2008, tra il 2013 e il 2016 gioca nelle serie minori spagnole con il Baskonia e il Bilbao Athletic (entrambe filiali del club basco), arrivando con quest'ultimo fino alla Segunda División nella stagione 2015-2016, in cui colleziona 32 presenze.
Inserito nella rosa della prima squadra, fa il suo esordio assoluto il 15 settembre 2016 nel match di Europa League perso 3-0 in casa del Sassuolo e tre giorni dopo debutta anche in Liga, nella vittoria interna 2-1 contro il Valencia. Il 23 dicembre l'Athletic annuncia che il giocatore soffre di un tumore del testicolo destro e dovrà sottoporsi a un intervento chirurgico. Il 4 febbraio 2017, soltanto un mese e mezzo dopo l'operazione, Yeray torna in campo giocando da titolare al Camp Nou contro il Barcellona, partita persa 3-0.

### Nazionale
Nel marzo del 2017 scende in campo con l'Under-21 spagnola in due amichevoli contro Danimarca e Italia. Viene dunque convocato per i successivi Europei Under-21 in Polonia, ma è costretto a lasciare anticipatamente il gruppo per il ripresentarsi della massa tumorale.

## Palmarès

### Club

#### Competizioni nazionali
- Supercoppa di Spagna: 1

Athletic Bilbao: 2021
- Coppa di Spagna: 1

Athletic Bilbao: 2023-2024